# The Academy
The Academy è l'Ep di debutto della band indie rock statunitense The Academy Is.... Pubblicato nel 2004 dalla LLR Recordings, uscì quando il gruppo si chiamava ancora semplicemente “The Academy”, e fra le sue file figuravano ancora Mike DelPrincipe e Adrian LaTrace Jr, che hanno abbandonato la band nel 2005.

## Elenco delle tracce
Tutte le canzoni sono state scritte da William Beckett.
- 1. "The Proverbial Unrest" – 2:36
- 2. "The Author" – 5:08
- 3. "Judas Kiss" – 3:57
- 4. "In Our Defense" – 4:31
- 5. "Dear Interceptor" – 3:42
- 6. "Absolution" – 5:44

## Formazione
- William Beckett – voce
- Michael Carden – chitarra
- Mike DelPrincipe – batteria
- Ted Eliason – tastiera e percussioni
- Adrian LaTrace Jr – chitarra
- Adam Siska – basso